# Fastball
Pour le film documentaire, voir Fastball (film).

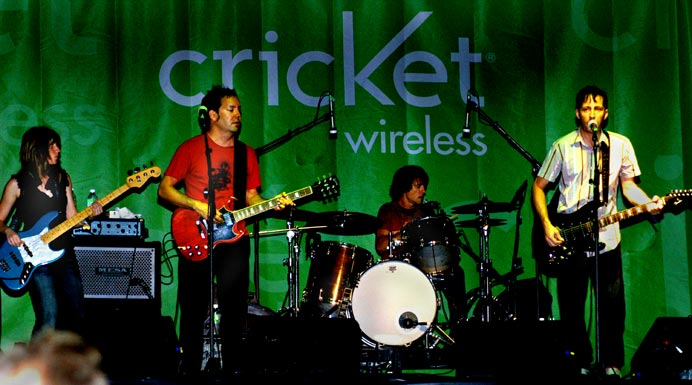
Fastball en 2006 à Austin, Texas.

Fastball est un groupe de rock américain originaire d'Austin, Texas, fondé en 1996
Le groupe s'appelait « Magneto U.S.A » mais a changé son nom après avoir enregistré dans le label de disque Hollywood Records.
Ce groupe est connu pour la chanson Human Torch qui apparaît dans Le Loup-garou de Paris puis pour la chanson enjouée "The Way", qui atteignit la 21e place du Top 40 britannique fin 1998.